# Presa romana de Moracantá
La presa romana de Moracantá es un azud romano (s. I–II d. C.) situado en la localidad de Villaminaya, provincia de Toledo, Castilla-La Mancha, España. Construido en el arroyo de Prado Redondo, tiene 44 m de longitud de coronación y 2 m de altura. Fue declarada Bien de Interés Cultural en julio de 2024.

## Historia
La presa fue construida en el s. I–II d. C., en el contexto de la expansión agraria del Alto Imperio romano, para abastecer de agua a la cercana a una villa en la cercana Dehesa de Villaverde y regular el caudal del arroyo de Prado Redondo.
Tras siglos de uso, quedó abandonada en época tardorromana, cubierta por sedimentos y vegetación hasta su redescubrimiento en los años 70 del siglo XX, documentada inicialmente por el historiador M. Arellano.
Entre 2021 y 2023, las campañas arqueológicas dirigidas por Javier Peces Pérez y Samuel Rodríguez Martín excavaron el entorno, identificando estructuras tardoantiguas vinculadas al sistema hidráulico de la villa.
El 3 de julio de 2024, el Consejo de Gobierno de Castilla-La Mancha la declaró Bien de Interés Cultural con categoría de Monumento, publicándose el expediente en el Diario Oficial de Castilla-La Mancha.
Desde entonces, el Ayuntamiento de Villaminaya ha impulsado trabajos de consolidación y la creación de un sendero interpretativo que conecta la presa con otros yacimientos de la Dehesa de Villaverde.

## Características
La presa de Moracantá adopta la tipología de azud de gravedad romano, construida con hormigón de opus caementicium entre encofrados de mampostería de piedra caliza. Se compone de dos muros paralelos yuxtapuestos, separados por un relleno interior de mortero.
El muro presenta una longitud de coronación de 44 m, con una altura máxima de 2 m y un espesor basal también de 2 m, dimensiones diseñadas para contener caudales estacionales del arroyo de Prado Redondo. La cimentación se asienta sobre lecho rocoso natural, sin rellenos artificiales, lo que minimiza la cimentación diferencial y refuerza su durabilidad.
En el paramento aguas arriba se aprecian revestimientos de opus signinum —mortero de cal hidráulica con polvo de cerámica— para impermeabilizar la superficie y reducir filtraciones. El aliviadero original, actualmente parcialmente cegado, consistía en un canal lateral estrecho que llevaba el exceso de agua hacia un conducto tallado en la roca natural.
Las labores de consolidación han empleado morteros compatibles con la técnica romana, siguiendo criterios de mínima intervención y reversibilidad, y se han incorporado canales interpretativos de drenaje para evitar la acumulación de humedades en la base del muro.